# Чуркин, Василий Егорович
Василий Егорович Чуркин (1918, Варусово, Ростовский уезд — 19 июля 1944, Бродовский район, Львовская область) — советский военнослужащий, участник Великой Отечественной войны, Герой Советского Союза, наводчик орудия 177-го гвардейского артиллерийско-миномётного полка 2-й гвардейской кавалерийской дивизии 1-го гвардейского кавалерийского корпуса 1-го Украинского фронта, гвардии ефрейтор.

## Биография
Родился в 1918 году в деревне Варусово ныне Борисоглебского района Ярославской области. Член ВКП(б) с 1944 года. Работал сапожником в посёлке Борисоглебе.
В 1939 году был призван в Красную Армию. Получил специальность наводчика, проходил службу в артиллерийской части на Украине. С июня 1941 года в боях с немецко-вражескими захватчиками на фронтах Великой Отечественной войны. Участвовал во многих оборонительных и наступательных боях. В ноябре 1943 года он был награждён медалью «За отвагу». Особо отличился при освобождении Украины.
29 февраля 1944 года в боях на правом берегу реки Стырь в районе города Луцка орудие наводчика Чуркина меняло огневую позицию, когда артиллеристы заметили вражеские танки и пехоту, проникшие в наш тыл. Создавалась угроза окружения кавалерийского полка. Расчёт развернул орудие и через 30 секунд ударил по врагу. С первого выстрела был подбит головной танк.
Поняв, что огонь ведёт одно лишь орудие, противники пошли в атаку. На огневую позицию двинулись 8 танков и большая группа автоматчиков. Были убиты три артиллериста из орудийного расчёта, в обе ноги был ранен Чуркин. Раненый командир орудия подносил снаряды, заряжал, а Чуркин стрелял. Запылал ещё один вражеский танк. От разорвавшегося совсем рядом снаряда Чуркин получил третье ранение и остался один у орудия. Он не мог ходить, ползком подтащил снаряды и продолжал огонь. Подбил подошедший вплотную танк, потерял сознание. Артиллерист не слышал, как подошла подмога, и атака была отбита. За героизм и мужество, проявленные при отражении танковой атаки врага, был награждён орденом Отечественной войны 1-й степени.
Летом 1944 года Красная Армия неудержимо шла на запад. На одном из боевых участков 1-го Украинского фронта артиллерийским огнём пробивал путь и наводчик Чуркин. В июле 1944 года в районе города Броды были окружены 8 вражеских дивизий. Начались непрерывные бои по их уничтожению. Противники предпринимали отчаянные атаки, стремясь прорвать окружение. Подразделение, в котором служил Чуркин, отражало одну атаку за другой. Артиллеристы прочно закрыли выход фашистам на запад.
19 июля бой был особенно ожесточенным. Маскируясь в высокой ржи, немцы сосредоточили крупные силы и бросились в новую атаку. Эскадрон, занимавший позицию впереди артиллерийского дивизиона, понёс большие потери, и остатки его были отведены на фланг полка. Враг всё ближе подходил к огневой позиции. Чуркин прямой наводкой бил по врагу, в упор расстреливая фашистов. Боевой расчёт орудия нёс большие потери. Оставшись один, тяжело раненый Чуркин продолжал вести бой, пока не погиб.
После этого боя у орудия Чуркина насчитали 145 трупов вражеских солдат и офицеров. Всего на боевом счету гвардии ефрейтора Чуркина насчитывалось 27 подбитых вражеских танков, из них 9 «тигров», 11 бронемашин, 26 автомашин с пехотой и грузами, 320 солдат и офицеров противника.
Похоронен в городе Львов на холме Славы.
Указом Президиума Верховного Совета СССР от 23 сентября 1944 года за образцовое выполнение боевых заданий командования на фронте борьбы с немецко-фашистскими захватчиками и проявленные при этом мужество и героизм гвардии ефрейтору Чуркину Василию Егоровичу посмертно присвоено звание Героя Советского Союза.
Награждён орденами Ленина, Отечественной войны 1-й степени, медалью.
Стела установлена на памятнике в сквере в центре посёлка Борисоглебский.